# Epicauta atkinsoni
Epicauta atkinsoni is een keversoort uit de familie van oliekevers (Meloidae). De wetenschappelijke naam van de soort is voor het eerst geldig gepubliceerd in 1880 door Kraatz.